# 小行星1222
小行星1222（1222 Tina）是一颗围绕太阳公转的小行星。1932年6月11日，歐仁·約瑟夫·德爾波特在于克勒发现了此天体。
該小行星以發現者的朋友命名。
这颗小行星的绝对星等为58.92705等。